# مالک جندلی
مالک جندلی (عربی: مالك جندلي؛ زادهٔ ۲۵ دسامبر ۱۹۷۲) نوازنده پیانو، آهنگساز و موسیقی‌دان آمریکایی است. او مؤسس سازمان پیانوها برای صلح وی از سال ۱۹۸۱ میلادی تاکنون مشغول فعالیت بوده‌است.

## زندگی‌نامه
او در سال ۱۹۷۲ در والدبرول متولد شد. او به ایالات متحده مهاجرت کرد و در کارولینای شمالی فعالیت حرفه‌ای خود را آغاز کرد. او یک برادر دارد و پسرعموی استیو جابز و مونا سیمپسون است. جندلی در موسه موسیقی عرب در دمشق تحصیل کرد. او در سال ۱۹۸۸ در مسابقه هنرمندان جوان اهل سوریه شرکت کرد و نفر اول شد. او در سال ۱۹۹۵ یک سهمیه تحصیلی از یکی از دانشگاه‌های آمریکا دریافت کرد و برای ادامه تحصیل به آمریکا مهاجرت کرد. او در سال ۲۰۰۴ مدرک کارشناسی ارشد از دانشگاه کارولینای شمالی در شارلوت دریافت کرد.

## فعالیت حرفه‌ای
او به عنوان یک پیانیست و نوازنده در مکان‌های بسیاری از قبیل مقر سازمان ملل متحد در نیویورک، مرکز هنرهای نمایشی جان اف کندی در واشینگتن، دانشگاه رایس، تالار کارنگی، سالن کداگن
و شهرهای زیادی از قبیل لندن، قاهره، دمشق، پاریس، استانبول و… احرا داشته‌است.

## جوایز
- مسابقه بین‌المللی هنرمندان جوان - جایزه اول - سوریه، ۱۹۸۸
- دانشگاه کوئینز - هنرمند برجسته موسیقی - ایالات متحده آمریکا، ۱۹۹۷
- جایزه آزادی بیان، ایالات متحده آمریکا ۲۰۱۱ -
- جایزه موفقیت فرهنگ و هنر، شبکه حرفه‌هایای عرب-آمریکایی ساکن نیویورک، ۲۰۱۲
- جایزه صلح بین‌المللی 2013 GUSI
- جایزه بشردوستانه موسیقی جهانی، لس آنجلس ۲۰۱۴